# 蓮着寺

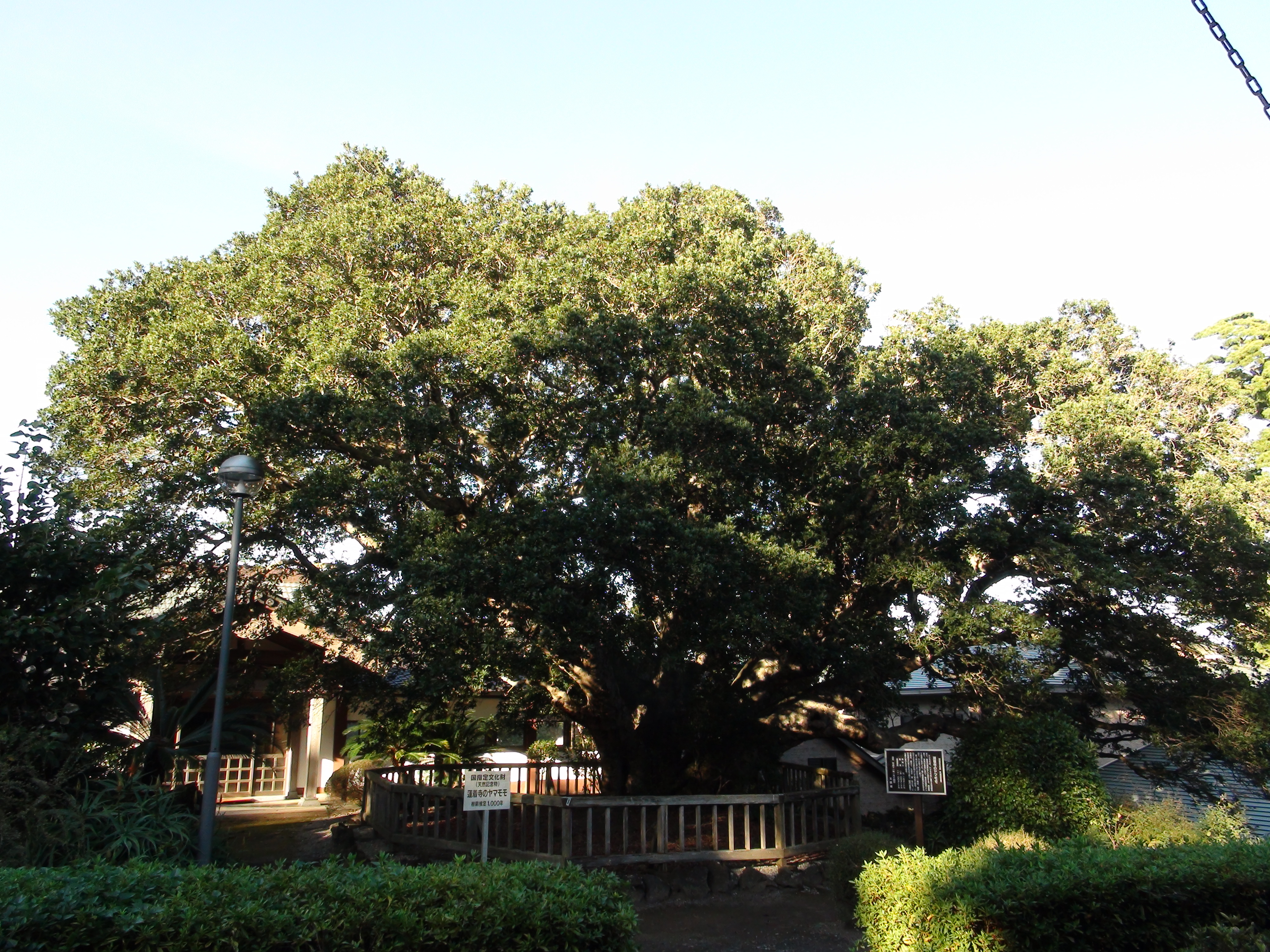
蓮着寺のヤマモモ（国の天然記念物）（2014年11月21日撮影）

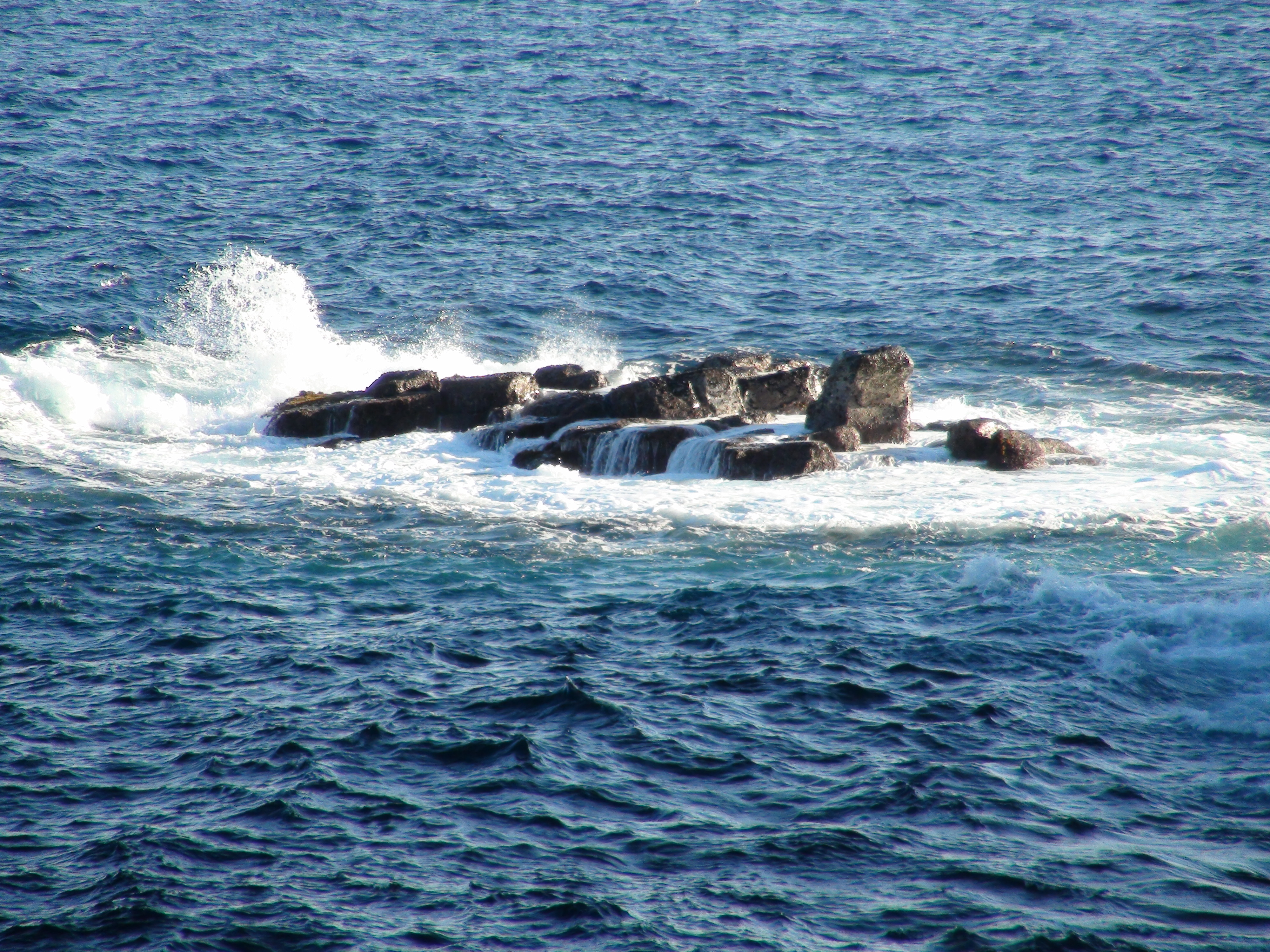
日蓮が置き去りにされた伝承の「俎岩」（2014年11月21日撮影）

蓮着寺（れんちゃくじ）は、静岡県伊東市にある、法華宗陣門流の霊跡別院。山号は俎岩山（そがんざん）。

## 概要
法華宗の宗祖である日蓮は、鎌倉幕府への批判をとがめられ、1261年（弘長元年）伊豆国伊東に流罪となった。いわゆる「伊豆法難」である。寺伝によると、日蓮は蓮着寺の地の500mほど南に位置する烏崎（日蓮崎）の海上の「俎岩」に置き去りにされ、弥三郎という漁師に救われた。日蓮は、1263年（弘長3年）赦免となるまでこの地に留まったという。1508年（永正5年）正乗院日云が蓮着寺として開山した。

## 境内
寺域は約21万坪。俎岩の他にも、「袈裟掛けの松」、「御経岩」、「岩題目」がある。「石喰いのモチノキ」、「千歳の椿」をはじめとする藪椿の群生が見られる他、本堂に向かって右手にあるヤマモモは「蓮着寺のヤマモモ」の名称で国の天然記念物に指定されている。樹高15m、幹囲7.2m、枝は東西22m南北18mに広がり、日本最大のヤマモモとされている。

## 総本山・本山・別院

### 総本山
- 長久山本成寺（新潟県三条市）（旧越後国）

### 本山
- 京本山 光了山本禅寺（京都府京都市）（旧山城国）（洛中法華21ヶ寺）
- 東海本山 常霊山本興寺（静岡県湖西市）（旧遠江国）

### 本寺院以外の別院
- 東京別院 徳栄山本妙寺（東京都豊島区）（旧武蔵国）
- 北陸別院 長松山本法寺（富山県富山市）（旧越中国）

## 交通アクセス
- 伊豆急行伊豆急行線城ヶ崎海岸駅より徒歩20分。

## 参考資料
- 市川智康『日蓮聖人の歩まれた道』水書房（1989年）